# La Ville d'un rêve
Série
Le Dernier Souffle, au cœur de l'Hôtel-Dieu de Montréal
(2017)
Pour plus de détails, voir Fiche technique et Distribution.
La Ville d'un rêve  est un film documentaire québécois produit et réalisé par Annabel Loyola, sorti le 27 mai 2022 au Québec. Ce film est le troisième long métrage documentaire de la cinéaste et constitue, avec La Folle Entreprise, sur les pas de Jeanne Mance (2010) et Le Dernier Souffle, au cœur de l'Hôtel-Dieu de Montréal (2017) le dernier volet d’une trilogie sur la fondation de Montréal.

## Synopsis
Avec un regard personnel, la cinéaste Annabel Loyola enquête sur l'histoire des trente premières années de Montréal en se basant sur un manuscrit daté de 1672 intitulé Histoire du Montréal attribué à François Dollier de Casson, écrit sous la dictée de Jeanne Mance. Au fil de la lecture du manuscrit, portée par la comédienne Pascale Bussières (Jeanne Mance) et le comédien Alexis Martin (François Dollier de Casson), le film retrace le parcours en France d’un petit groupe de personnes en quête d’un monde meilleur et de valeurs humanistes ayant la volonté de fonder une ville en Nouvelle-France au XVIIe siècle.

## Fiche technique
| Productrice                  | Annabel Loyola                                                       |
| Recherche, scénario          | Annabel Loyola                                                       |
| Réalisation                  | Annabel Loyola                                                       |
| Image                        | Frank Le Coroller, Annabel Loyola                                    |
| Montage                      | Annabel Loyola avec l'aide de Monique F. Fournier et Michel Langlois |
| Conception et montage sonore | Simon Plouffe                                                        |
| Prise de son                 | Marco Fania, Annabel Loyola                                          |
| Musique originale            | Fabienne Lucet                                                       |
| Production                   | Arabesque Films                                                      |
| Distribution                 | Arabesque Films                                                      |
| Relations de presse          | Caroline Rompré, pixelleX                                            |
| Durée                        | 74 minutes                                                           |
| Première diffusion           | 27 mai 2022                                                          |

## Intervenants
Interprétation
- Pascale Bussières dans le rôle de Jeanne Mance
- Alexis Martin dans le rôle de François Dollier de Casson

Narration
- Annabel Loyola

Principaux participants
- Guy Laflèche, professeur de littérature retraité de l'Université de Montréal
- Jean Petit, historien de Jérôme Le Royer de La Dauversière
- Dominique Deslandres, professeure titulaire au département d'histoire de l’Université de Montréal
- Jean-Claude Ménard, ancien chargé des relations publiques et de la communication, Prytanée national militaire, La Flèche
- Jeanine Blanche, Religieuse Hospitalière de Saint-Joseph, La Flèche
- Mauricette Saivet, membre de l'Association pour la sauvegarde du couvent des Hospitalières de La Flèche
- Marie-Michelle Maquin, propriétaire de la maison de Jérôme Le Royer, 1975-2016
- Alain Tallon, professeur d'Histoire moderne à Sorbonne Université
- Bernard Pitaud, prêtre de Saint-Sulpice et biographe de Jean-Jacques Olier
- Lucile Villey, guide bénévole, Église Saint-Sulpice, Paris
- Jonathan Lainey, historien membre de la Nation Huronne-Wendat, Conservateur, Cultures autochtones au Musée McCord, Montréal
- Annick Delaroche, native de Luché-Pringé et amie des Cadieux
- Ronald D. Witherup, supérieur général de la Compagnie des Prêtres de Saint-Sulpice, 2008-2022
- Aline Carpentier-Le Corre, Archives départementales de la Charente-Maritime, La Rochelle

## Distribution

### Première
La Ville d'un rêve a été lancé en première mondiale le 15 mai 2022 à l’amphithéâtre du CHUM en collaboration avec le Musée des Hospitalières de l’Hôtel-Dieu de Montréal dans le cadre du Festival d’histoire de Montréal ,. Il a été sélectionné au Festival International du film d’histoire de Montréal.

### Sortie en salles
Le film est ensuite sorti en salles le 27 mai 2022 dans plusieurs cinémas au Québec. Il est resté à l'affiche 4 semaines à Montréal,. 

### Tournées de ciné-rencontres
Une importante tournée de ciné-rencontres a été réalisée au Québec à l'automne 2022, notamment à Rimouski, Trois-Rivières, Val d’Or ou encore Vaudreuil-Dorion,. Le film a ensuite été présenté dans une dizaine de villes en France dans le cadre de la 23e édition du Mois du film documentaire. En 2023-2024, une autre tournée de ciné-rencontres a eu lieu dans le cadre du 350e anniversaire du décès de Jeanne Mance au Québec et en France à l'occasion de la 24e édition du Mois du film documentaire.

### Télédiffusions et plateformes numériques
La ville d'un rêve est disponible sur les plateformes numériques iTunes et Apple TV depuis le 6 décembre 2022 dans 21 pays. Il a connu des diffusions sur la chaîne de télévision KTO en France en 2023. Il est diffusé sur TV5 au Canada.

## Réception
Dès sa sortie, le film La Ville d'un rêve est immédiatement apprécié tant du public que de la critique. Le journaliste culturel québécois Claude Deschênes a écrit textuellement qu’il était “Étreint par l’émotion pendant les 75 minutes de ce film prenant, [ses] défenses ont lâché et [il a dit à la cinéaste] à chaud et en chialant pourquoi ce [qu’il] venait de voir [l’avait] tant ému” .
- « En voilà assez pour m'émouvoir et crier au chef-d’œuvre, ce mot qu’on ne sort que pour les grandes occasions »[4] - Claude Deschênes, Avenues.ca
- « On retrouve dans ce troisième volet les qualités des deux premiers. À savoir, un travail de recherche minutieux, porté par une volonté de transmettre aux générations futures un pan méconnu de l'histoire de Montréal et du Québec »[17] - Charles-Henri Ramond, Mediafilm
- « Le public fléchois a été au rendez-vous de son histoire. Avec 175 spectateurs, la séance affichait complet! »[18] - Julie Hurisse, Les Nouvelles
- « Cette exploration patiente de certains lieux de mémoire incitera plusieurs spectateurs à s'interroger sur la préservation du patrimoine sous toutes ses formes et aura ainsi accompli son œuvre de transmission »[19] - Luc Chaput, KinoCulture Montréal
- « Une histoire de sororité sans frontière »[20] - Luce Vallières, CISM
- « Un voyage singulier entre hier et aujourd'hui, d’où émanent les figures de Pascale Bussières et d’Alexis Martin »[21] - Martin Gignac, Journal Metro
- « C'est une partie de l’histoire vraiment fascinante »[7] - Éric Barrette, Radio-Canada

## Festivals et rendez-vous culturels marquants
- 2022 - Festival d'histoire de Montréal, première mondiale[22]
- 2022 - Festival international du film d'histoire de Montréal, sélection officielle[22]
- 2022 - 23ème édition du Mois du film documentaire, première européenne[22]

## Identifiants
- ISNI :